# シンメトリー (小説)
『シンメトリー』 (SYMMETRY) は、誉田哲也による警察小説。姫川玲子シリーズ第3作で、初の短編集となる。

## 概要
光文社の『小説宝石』にて掲載された全7編の短編から構成され、2008年2月20日に単行本、2011年2月9日に光文社文庫版が発売された。警部補・姫川玲子が事件の捜査活動を行う中で、その真相と司法の間に存在する割り切れない闇が描かれていく。
本作からは2012年には姫川玲子シリーズを原作としたフジテレビ系列連続テレビドラマ『ストロベリーナイト』にて「シンメトリー」（第1話）、「右では殴らない」（第2 - 3話）、「過ぎた正義」（第4 - 5話）、「悪しき実」（第7 - 8話）が、2013年には続編スペシャルドラマ『ストロベリーナイト アフター・ザ・インビジブルレイン』にて「東京」、「左だけ見た場合」が映像化された。2019年に、同じく姫川玲子シリーズを原作としたフジテレビ系連続テレビドラマ『ストロベリーナイト・サーガ』にて「右では殴らない」（第4話）、「左だけ見た場合」（第5話）が映像化された。

### 掲載作品
構成やタイトルがシンメトリーを成しているのが特徴である。初出はいずれも『小説宝石』。
| タイトル       | 初出         | 備考                                       |
| -------------- | ------------ | ------------------------------------------ |
| 東京           | 2006年06月号 | 6年前、玲子が巡査の時の事件。              |
| 過ぎた正義     | 2004年10月号 | 『感染遊戯』とストーリー上リンクする。     |
| 右では殴らない | 2005年02月号 |                                            |
| シンメトリー   | 2007年10月号 | 表題作。犯人側からの視点による一人称小説。 |
| 左だけ見た場合 | 2008年01月号 | スペシャル短編                             |
| 悪しき実       | 2005年12月号 |                                            |
| 手紙           | 2007年02月号 | 5年前、玲子が巡査部長の時の事件。          |

## 主な登場人物
- 姫川班
  - 姫川玲子 - 警部補。捜査一課殺人犯捜査十係（姫川班）主任。
  - 菊田和男 - 巡査部長。玲子の部下。
  - 石倉保 - 巡査部長。玲子の部下。
  - 湯田康平 - 巡査長。玲子の部下。
  - 葉山則之 - 巡査長。玲子の部下。
- その他の警察官
  - 今泉春男 - 警部。捜査一課十係長。
  - 橋爪俊介 - 警視。捜査一課管理官。
- その他
  - 國奥定之助 - 監察医。

## 各話概要

### 東京
姫川玲子はかつての先輩刑事であった木暮利充の墓参りに妻の景子とともに来ていた。途中、玲子は自分がよく知っている女性が先にお参りを済ませている姿を見かける。怪訝そうな顔をする景子に、玲子はきっかけとなった事件の話をする。
6年前、品川署の強行犯係にいた玲子は巡査部長の木暮と組み、高等学校で起こった女子高生転落事件の捜査を行う。ある女子の水泳部員の事情聴取を行った玲子は、彼女が顔にけがをしていることや、異常な反応を示していることを不審がる。しかし検死や鑑識の結果、自殺や他殺そして事故とも取れない不自然な状況が残っていた。　疑問が残る中、玲子が聴取した部員は他の部員からいじめを受けていたことが判明する。そして、玲子と木暮はその部員がある行動にでるのを目撃する。その時、木暮は秘密にしていたことを彼女に打ち明ける。
- 木暮利充 - 巡査部長。当時56歳。品川署強行犯捜査係。玲子の先輩であり、いつも呼び捨てにしていた。

### 過ぎた正義
玲子は在庁日を利用し、監察医の國奥と食事を取りに行った。そこで國奥は「女子高生監禁殺害事件」と「強姦殺人事件」の容疑者が相次いで謎の死を遂げたという話をする。「何者かの意思が感じられる」という國奥の言葉が引っかかった玲子はこの二件について調べ始める。心神喪失で無罪となった監禁殺害事件の容疑者・吾妻照夫。犯行当時未成年だったため、1年と少しの禁固刑で出所した強姦殺人事件の容疑者・大場武志。罪が軽すぎることを感じながら玲子は二つの事件の捜査に当時警部補だった倉田修二がいることに気づく。しかし、倉田は3年半前に退職していた。二つの事件の捜査に参加したもう一人の刑事に接触した玲子は思いがけないことを知らされる。
- 倉田修二 - 元警部補。捜査一課殺人犯捜査九係主任。
- 倉田英樹 - 倉田の息子。交際相手の女子高生を殺害し、川越少年刑務所にて服役中。

### 右では殴らない
監察医の國奥からの要請で監察医務院に来た玲子。そこで相次いで劇症肝炎で突然死した男から違法薬物が検出されたことを告げられる。覚醒剤取締法違反程度にしか認知していなかった事件を、玲子は連続殺害事件として取り上げ捜査を行う。その後被害者の携帯電話のメモリから共通して登録された番号から、有名不動産会社で部長補佐を務める男・下坂勇一郎が契約者として浮上、実際の使用者だった女子高に通う17歳の娘・美樹の所に行き着く。
美樹をうまく警視庁に誘導し聴取を行う玲子だったが、美樹の生意気な態度に「法の番犬を舐めんな」とばかりに社会というものを説いて、相手を言い負かす。美樹は被害者たちに売春を行っていて、その際、あるものを横流ししていたのであった。
- 下坂美樹 - 宝林女子学園高等部の17歳の女子高生。被害者達とはと援助交際をしているが、それを悪びれる態度を見せない。
- 北原萌子 - 巡査長。26歳。杉並署生活安全課。どう考えてもルックスを買われてとりたてられてとしか思えない可愛らしいお嬢様。まめに手帳にメモをとるまじめな性格。ドラマ版では登場せず。
- 下坂勇一郎 - 美樹の父。49歳。有名不動産会社勤務。

### シンメトリー
JRの元駅員・徳山和孝。駅員の仕事に遣り甲斐を持っていた彼は、女子高生の小川実春と親しくなっていた。だが突如として列車の脱線事故が発生、実春は列車の下敷きとなって死亡、徳山も彼女を助けようとした際に右腕を失う重傷を負った。事故の原因は飲酒運転をしていた米田靖史の車が踏切を無視して列車に突っ込んだことだが、当時危険運転致死傷罪が存在していなかったため、米田は5年の実刑で済んでいた。
この事故以降、徳山は米田の殺害を決意、被害者と遺族の会から情報収集をしていた徳山は米田を事故現場となった踏切に誘き出して刺殺し、その遺体を電車に轢かせて体を真っ二つにさせた。しかし徳山の前に事件を捜査していた姫川が現れる。
- 徳山和孝 - JRの元駅員で米田を殺害した犯人。列車事故で右腕がちぎれる重傷を負い、退院後はJRを退職し貯金を切り崩す生活を経て、所謂ネットカフェ難民として過ごしている。左右対称（シンメトリー）な事象にこだわりを持つ。
- 小川実春 - 徳山のいる駅を利用していた女子高生。定期券を紛失した出来事をきっかけに徳山と親しく話すようになる。脱線事故により列車の下敷きとなって死亡。
- 米田靖史 - 脱線事故の加害者。事故当時39歳。ふてぶてしく見える風貌の太った男。若い頃は暴走族や暴力団に所属していたことがあるという。事件を起こした反省は見せず、民事裁判の判決で命じられた慰謝料8億6千万の支払いにも払えるかと言わんばかりの態度を取る。
- 実春の父 - 脱線事故の被害者と遺族の会の会員。被害者と遺族の会は米田の住所や仕事先など様々な情報を突き止めており、徳山はこの会を通じて米田の情報を知る。

### 左だけ見た場合
- 相楽康江 - 登場。巡査長。25歳。高島平署刑事組織犯罪対策強行犯捜査係員。若干ずんぐりした愛嬌のある顔をした娘。超能力の存在を信じている。

### 悪しき実
赤羽二丁目のマンションでロープで首を絞められた男性の遺体が発見された。事件は自殺か他殺かは判別せず、そして通報者の女性・春川美津代は姿を消していた。事件の担当となった姫川班は美津代の捜索を開始、玲子が商店街のアーケード下の人の群れの中で美津代を発見する。美津代への事情聴取を始める玲子だが、美津代は何も応じようとはしない。遺体の検死をした國奥から、遺体の右半身だけ死後硬直が遅れているという報告が上がり、美津代のある行動を推理する中、美津代は自分が殺したと自供する。しかし、それでも遺体の素性を語ろうとはしなかった。
美津代は男を殺していないと直感する玲子は、現場からの押収品の中に赤い缶に入った暴力団関係者と思しき者が写された複数の写真と、それが置いてあったライティングビューローの中に箸置きのような木片を発見する。そこから美津代と男が辿った数奇な運命と木片に込められた意図を知る。
- 春川美津代 - 38歳、高級クラブ「かえで」のホステス。

### 手紙
- 高野真弓 -  巡査部長。当時34歳。品川署盗犯係主任。経験年数で玲子を抑え、捜査の主導権を握ろうとする。

## オーディオブック
2021年12月6日より、audiobook.jpで配信された。ナレーターは行成とあ。